# Wolyzja (Jaworiw)
Wolyzja (ukrainisch Волиця; russisch Волица Woliza, polnisch Lacka Wola) ist ein Dorf in der ukrainischen Oblast Lwiw in der Westukraine mit etwa 1000 Einwohnern.

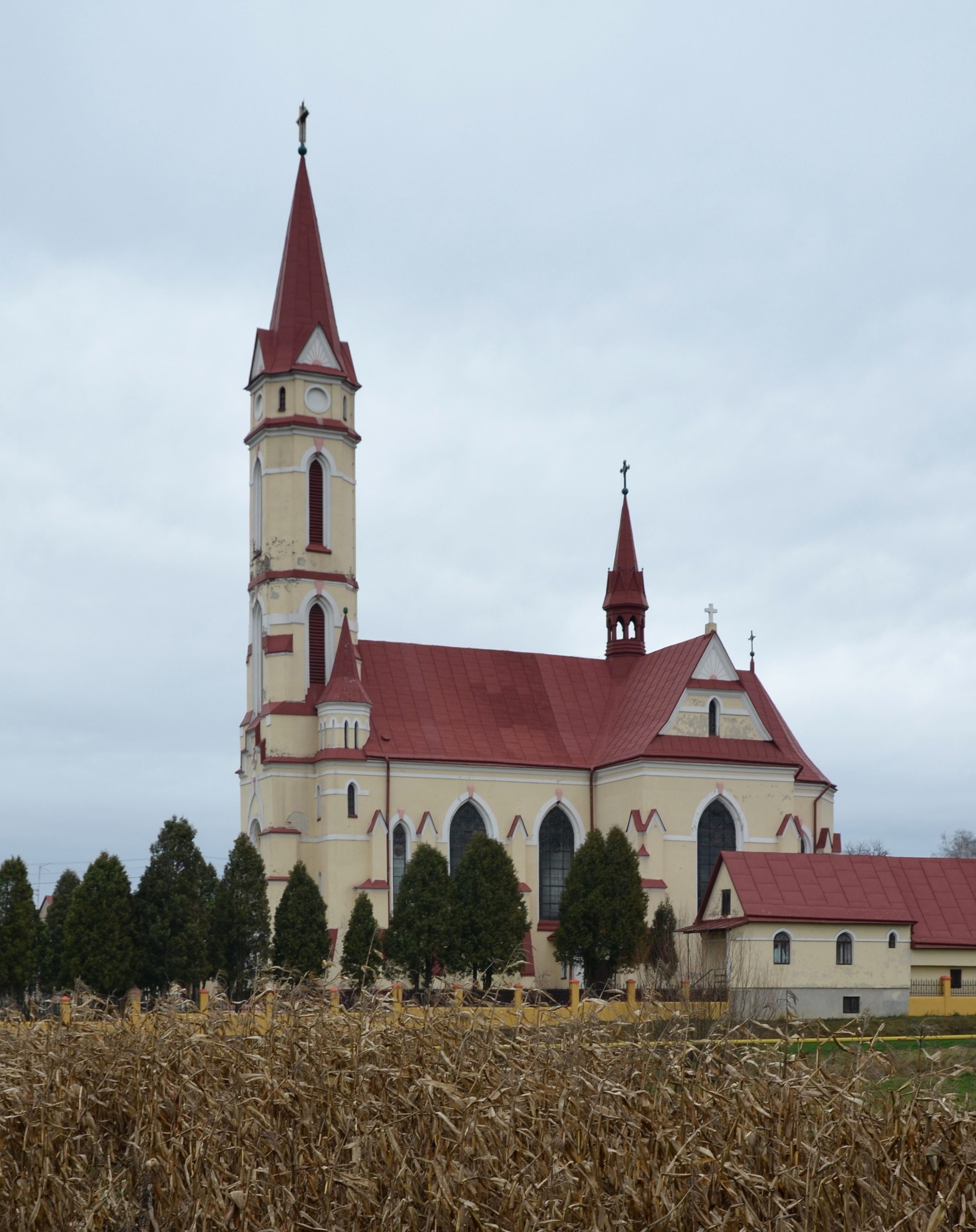
Kirche im Ort

Die Ortschaft liegt im Westen der historischen Landschaft Galizien im Rajon Jaworiw am Fluss Selenyj (Зелений), etwa 6 Kilometer westlich vom ehemaligen Rajonzentrum Mostyska und 68 Kilometer westlich vom Oblastzentrum Lwiw entfernt, an der M 11.
Am 29. Oktober 2017 wurde das Dorf zum Zentrum der neu gegründeten Landgemeinde Wolyzja (Волицька сільська громада/Wolyzka silska hromada) Rajon Mostyska, zu dieser zählen auch noch die 2 Dörfer Mostyska Druhi (Мостиська Другі) und Tschtschenez (Тщенець), bis dahin gehörte es zur Landratsgemeinde Tschtschenez.
Am 12. Juni 2020 wurde das Dorf ein Teil neu gegründeten Landgemeinde Schehyni im Rajon Jaworiw.
Der Ort wurde 1433 zum ersten Mal schriftlich erwähnt, lag zunächst in der Adelsrepublik Polen-Litauen, Woiwodschaft Ruthenien. Zunächst wurde er Tytowice, dann nach der Wiedergründung (de novo) von Jan Laskowski Tytowa Wola benannt (steuerfreie Neusiedlung von Tytus (Wola – lateinisch libertas)), aber das Adjektiv wurde später durch Lacka ersetzt, dass auf die polnische Bevölkerung zurückging (Lachen = Polen). 1772 kam er als Lacka Wola zum damaligen österreichischen Kronland Galizien (bis 1918 dann im Bezirk Mościska).
Auf der ethnographischen Karte der Österreichischen Monarchie von Karl von Czoernig-Czernhausen aus dem Jahr 1855 lag der Ort in einer polnischen Sprachinsel im Süden von Mościska (Mostyska). Im Jahre 1900 hatte die Gemeinde Wola Lacka im Bezirk Mościska 283 Häuser mit 1661 Einwohnern, davon waren alle Polnischsprachige, 1593 waren römisch-katholisch, 13 griechisch-katholisch, 55 jüdischer Religion.
Nach dem Ende des Ersten Weltkrieges kam er zu Polen, war hier ab 1921 als Lacka Wola in die Woiwodschaft Lwów, Powiat Mościska, Gmina Mościska eingegliedert und wurde im Zweiten Weltkrieg erst von der Sowjetunion und ab 1941 bis 1944 von Deutschland besetzt und dem Distrikt Galizien angeschlossen. Nach der Rückeroberung durch sowjetische Truppen 1944 kam er 1945 wiederum zur Sowjetunion und wurde in die Ukrainische SSR eingegliedert, seit 1991 ist der Ort Teil der heutigen Ukraine. 1946 erfolgte die Umbenennung auf den aktuellen Namen.